# 漁業取締船

漁業取締船旗

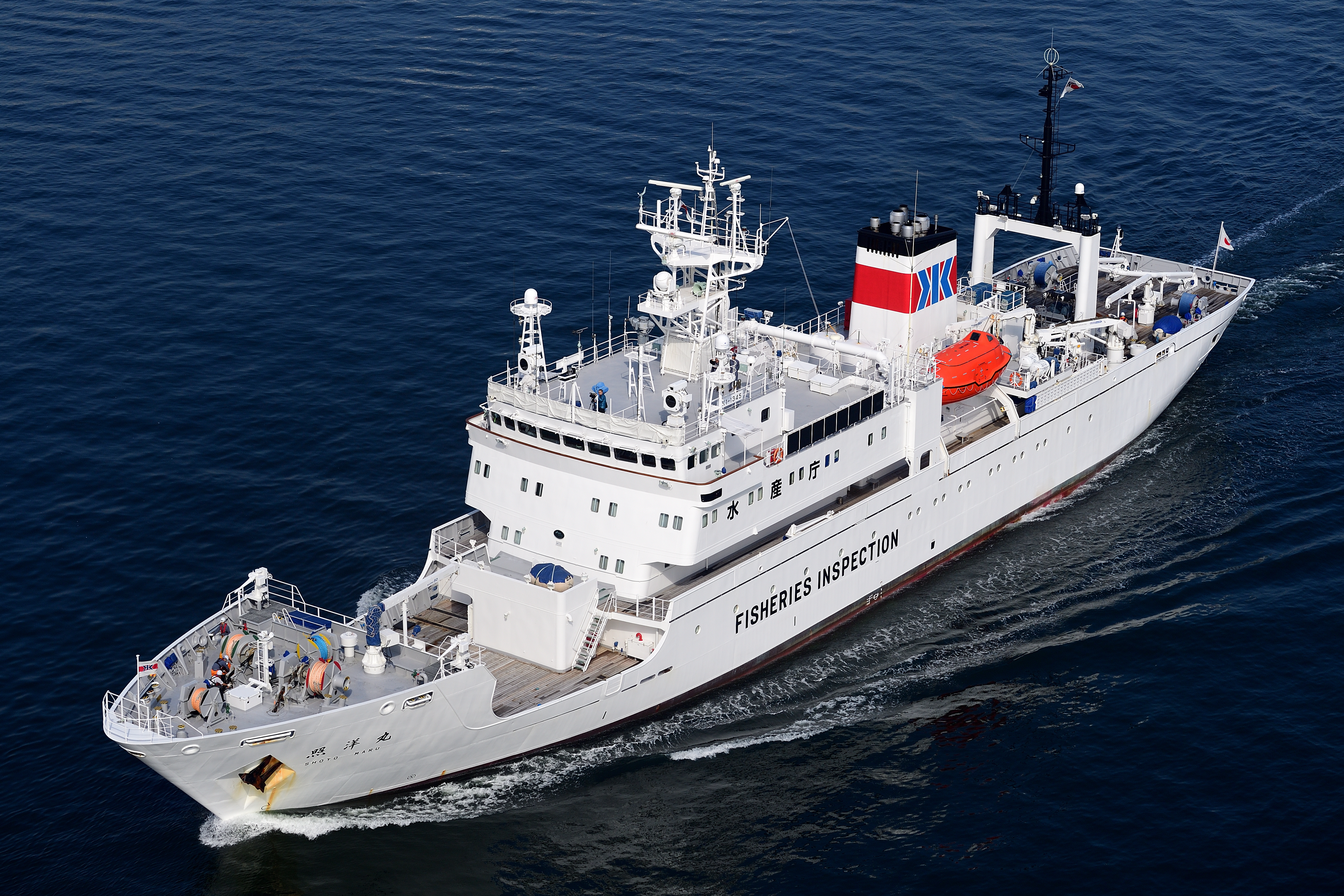
水産庁所有の大型漁業取締船「照洋丸」 (3代)

漁業取締船（ぎょぎょうとりしまりせん）は、密漁などを防止・摘発し水産資源を保護することを目的に、監督機関が運用する船舶。
現在の日本では原則として、都道府県知事が許可する知事許可漁業の漁業取締りは都道府県漁業取締船が行い、農林水産大臣が許可する大臣許可漁業の漁業取締りは水産庁漁業取締船が行うが、水産庁も司法警察権を行使し知事許可漁業への取締り権限を有する 。また、水産庁取締船が外国漁船の違法操業に対しては拿捕などの主権行使を行っている。
現在の日本の取締船は非武装であるが、諸外国では海軍や沿岸警備隊の武装艦艇が漁業取締りに当たることも多い（例えば、イギリスの漁業保護戦隊）。大日本帝国海軍でも主に北洋での漁業保護を想定した占守型海防艦を建造していた。

## 日本の漁業取締り

### 水産庁の漁業取締り
日本では、不法操業など、漁業に関する取締りは、水産庁の職責である。水産庁は、水産資源の適切な保存及び管理、水産物の安定供給の確保、水産業の発展並びに漁業者の福祉の増進を図ることを任務とする行政機関である。テレビ番組などでは不法操業の漁船の拿捕に海上保安庁の巡視船や巡視艇がよく登場するが、領海侵犯の類以外の漁業取締り自体は、あくまでも水産庁が主権行使を行っている。水産庁の漁業監督官及び都道府県の漁業監督吏員には漁業法に基づく特別司法警察職員に指名されている者もおり、漁業監督官は行政警察活動として漁船を臨検する権限を持つ。漁業に関する法令にかかる事件については、警察や海上保安庁に頼ることなく逮捕から送検まで水産庁が単独で行うことが可能である。それでも海上保安庁とは相互に協力関係を保ち、漁業取締りを行っている。
水産庁では、操業の監視や密漁の取締りといった行政警察活動を目的として、9隻の水産庁所有の漁業取締船を保有している。しかし、日本が有する広大な海域を9隻でカバーするのは不可能なため、「やまと」「ながと」「みかさ」以下30隻程度の船舶及び航空機を傭船しており、これらによって、全国の漁場の監視や不法操業の摘発、違法に設置されている漁具の強制撤去処分を行っている。
日常の業務は、排他的経済水域をめぐり、監視中に出会う漁船を強制停船させて立ち入り検査（臨検）することである。日本の排他的経済水域内にいる全ての漁船は、漁業法の定めにより水産庁の立ち入り検査を拒むことは絶対に許されない。立ち入り検査とは、漁船に積んでいる漁具の種類､漁獲物の重さを計量し、「操業日誌」の記載と比較して整合性を確認する取締行動である。もし、禁止漁具の使用や漁獲量が合わなければ、密漁の被疑者として船長らを検挙することとなる。検挙を行う際は、密漁現場を現認した現行犯を除いて、裁判所より逮捕状の発布を受けて執行される。違法漁具の押収についても、洋上で取締船がこれを発見すると、無線で漁業調整事務所に連絡して事務所員を裁判所に赴かせ、令状の発布を受けた旨を連絡されてから執行される。近年は、沖縄沖､日本海､オホーツク海など広範囲で外国船による事件が発生している。ほとんどの密漁者は、検挙されても素直に服従するが、一部の不法漁民のなかには抵抗する者がおり、単なる密漁が暴力事件へと発展したこともある。実際に起きた事件の一例には、対馬の沖で違法操業を行なった複数隻の韓国籍漁船が水産庁の停船命令を拒否して追跡を受けた際、そのうちの1隻に乗った韓国人密漁者が開き直って漁船を異常接近させたため、漁業監督官が船首にある砲塔から放水銃を発射して強行実力規制したところ、放水を浴びて逆上した密漁者が取締船に漁船を自ら体当たりさせて転覆、自沈をした事例がある（双方ともに無事だった）。
水産庁では、飛び乗りによる実力規制をなるべく控えている。立ち入り検査も、針路妨害や警告を実施して対象を停船させてから実施している。殉職事故は現在まで発生していないが、容疑者による刃物や石などの投石を受け負傷者が出たことがある。水産庁は監督官に特殊警棒を活用した護身術の訓練を施し、防弾防刃ライフジャケット、スタンガン、スタングレネード、手錠、安全靴、安全帽、関節保護プロテクター、防刃手袋などを装備して立ち入り検査に万全を期している。
現行の法令では、水産庁の漁業監督官及び都道府県の漁業監督吏員には銃器での武装は全く認められていないため、密漁の被疑者から暴行を受けた場合は、特殊警棒による護身術で取り押さえる。あくまでも、護身術であって逮捕術ではない。もしくは船首の砲塔に備え付けている放水砲の発射のほか、LRADやスタングレネード、ミロク製カラーボール発射装置の使用による実力規制しかできない。なお水産庁では、カラーボール発射装置のことを「銃」と呼称している。

### 水産庁の国民保護計画
水産庁では、国民保護法に基づき、有事の際には漁港を担当する役所として国民保護を実施する。具体的には、漁船に対して、船舶無線を使用しての安否確認や、漁業者の安全な操業に必要な情報を提供する。同時に、海上保安庁と連携して漁港および海岸保全施設の警戒監視を強化する。有事が海産物に与える影響を調べるモニタリング調査のため、取締船は航行の安全に配慮しつつ事実上の特設監視艇として出動する計画であり、実際に不審船を発見した場合は、直ちに海上保安庁に通報することとしている。水産庁では、九州南西海域工作船事件を契機に不審船対策についてのマニュアルを作成しており、実際に海上保安庁とともに不審船の捜索拿捕等の訓練を実施している。

### 都道府県の漁業取締り

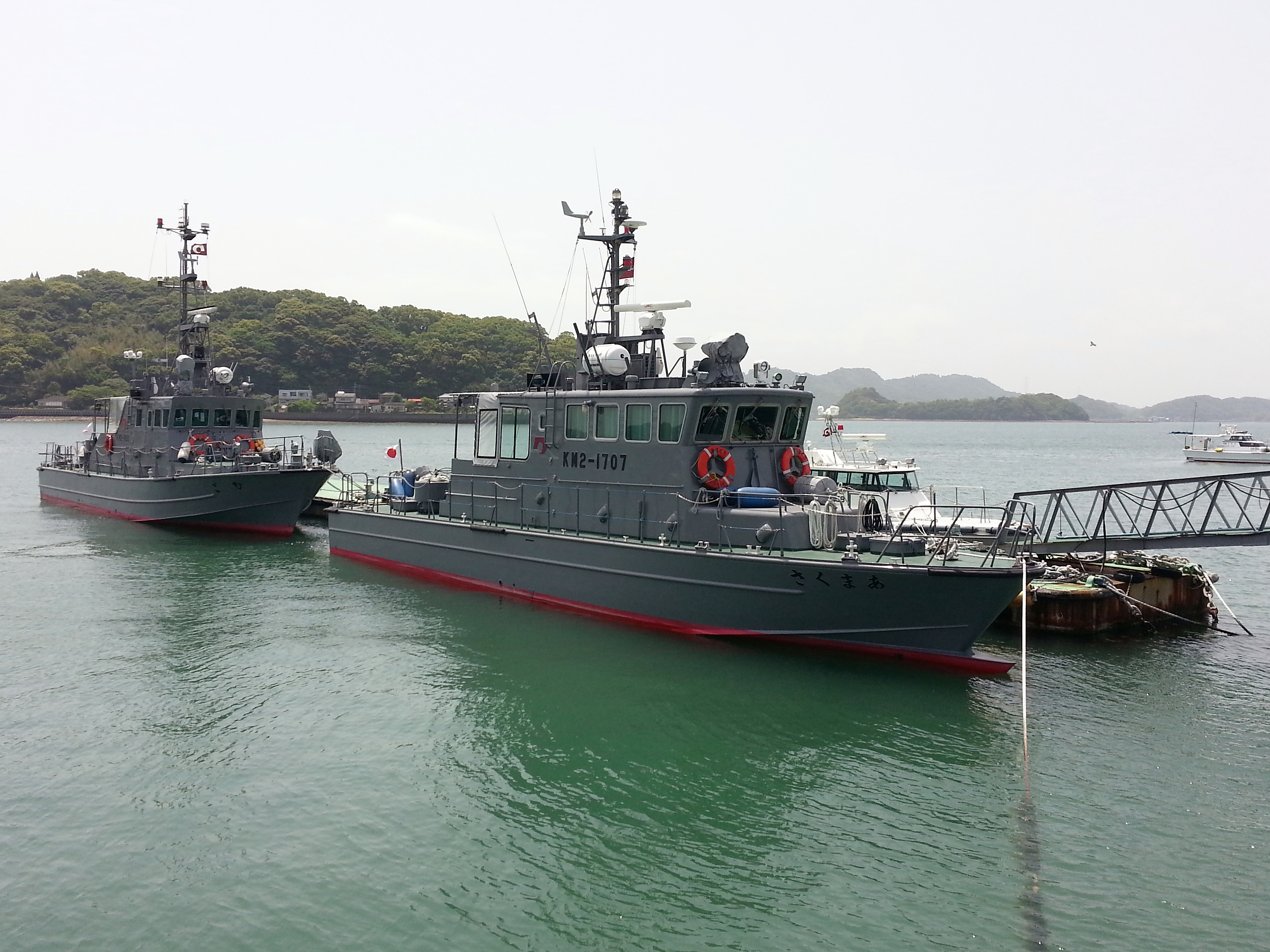
熊本県漁業取締船「あまくさ」（手前）「ひご」（奥）違法漁船からの視認性低下のため、軍艦のような灰色迷彩塗装となっている。

各都道府県では、漁業取締船を所有またはチャーターし、乗り込んだ都道府県漁業監督吏員が、前述の水産庁と同様の漁業取締り任務にあたっている。都道府県漁業監督吏員は、漁業法違反の被疑者および漁船に対して、立ち入り検査や逮捕・送検を行うことができる。密漁者を検挙するため、特殊警棒、手錠の携帯が許可されている。近年、速力に優れた密漁船が国の内外から沿岸漁業を脅かしており、対処するためには船の速力向上が迫られている。有明海や瀬戸内海では、国内の暴力団やブラック企業が手引きする密漁を警戒し、日本海側では外国漁船を警戒するため、速力に優れた船を配備している。また、水産庁の漁業取締船と異なり、違法漁船からの視認性低下のため、軍艦のような灰色迷彩塗装となっているものも多い。
水産庁と同様に、停船しない密漁船に強行接舷して飛び乗ることは控えている。密漁容疑の船舶が逃走した場合は、警察や海上保安庁への通報を実施しつつ、追跡して進路妨害を行なって逃走をやめさせてから立入検査を行う。

## 漁業監督官・漁業監督吏員の装備
- 証票（特別司法警察職員であることを証明する身分証明書）
- ビデオカメラ（証拠映像の撮影）
- 防弾防刃ライフジャケット（容疑者の銃器による武装及び万が一船舶から転落した場合に備えて着装）
- 特殊警棒（被疑者の抵抗阻止のため）
- スタンガン（同上）
- スタングレネード（海上保安庁でも用いる非殺傷性の手榴弾。大きな音と火花を発して被疑者を威嚇する。
- 手錠（被疑者の身柄を確保するため）
- カラーボール・ペイント弾発射装置（通称「銃」。立ち入り検査を拒否し逃走した船舶に向け発射）
- 安全帽、関節保護プロテクター、防刃手袋、安全靴（被疑者の抵抗に備えて着装）

### 漁業監督官・漁業監督吏員の制服類
漁業監督官や水産庁の漁業取締本部職員（陸上職員）の服制については、平成30年12月に「漁業取締本部における服制について」（内規）により、冬制服・夏制服（ともにネクタイと背広型）、防暑服（半袖開襟のシャツ型）、取締服（長袖及び半袖）の４種類が定められている。階級章は金線や白線と水色の”水”の字を模した金の星を組み合わせた階級章（胸章と袖章）を有している。。

漁業監督吏員は都道府県職員（地方公務員）のため、服制は自治体により異なる。

## 水産庁の漁業取締り部署
- 水産庁管理課
  - 北海道漁業調整事務所（札幌市）: 北海道
  - 仙台漁業調整事務所（仙台市）: 青森県、岩手県、宮城県、福島県
  - 新潟漁業調整事務所（新潟市）: 秋田県、山形県、新潟県、富山県
  - 境港漁業調整事務所（境港市）: 石川県、福井県、京都府、兵庫県（日本海側）、鳥取県、島根県
  - 瀬戸内海漁業調整事務所（神戸市）: 瀬戸内海全域、和歌山県、徳島県、愛媛県、高知県
  - 九州漁業調整事務所（福岡市）: 山口県、九州全県

### 水産庁の船舶

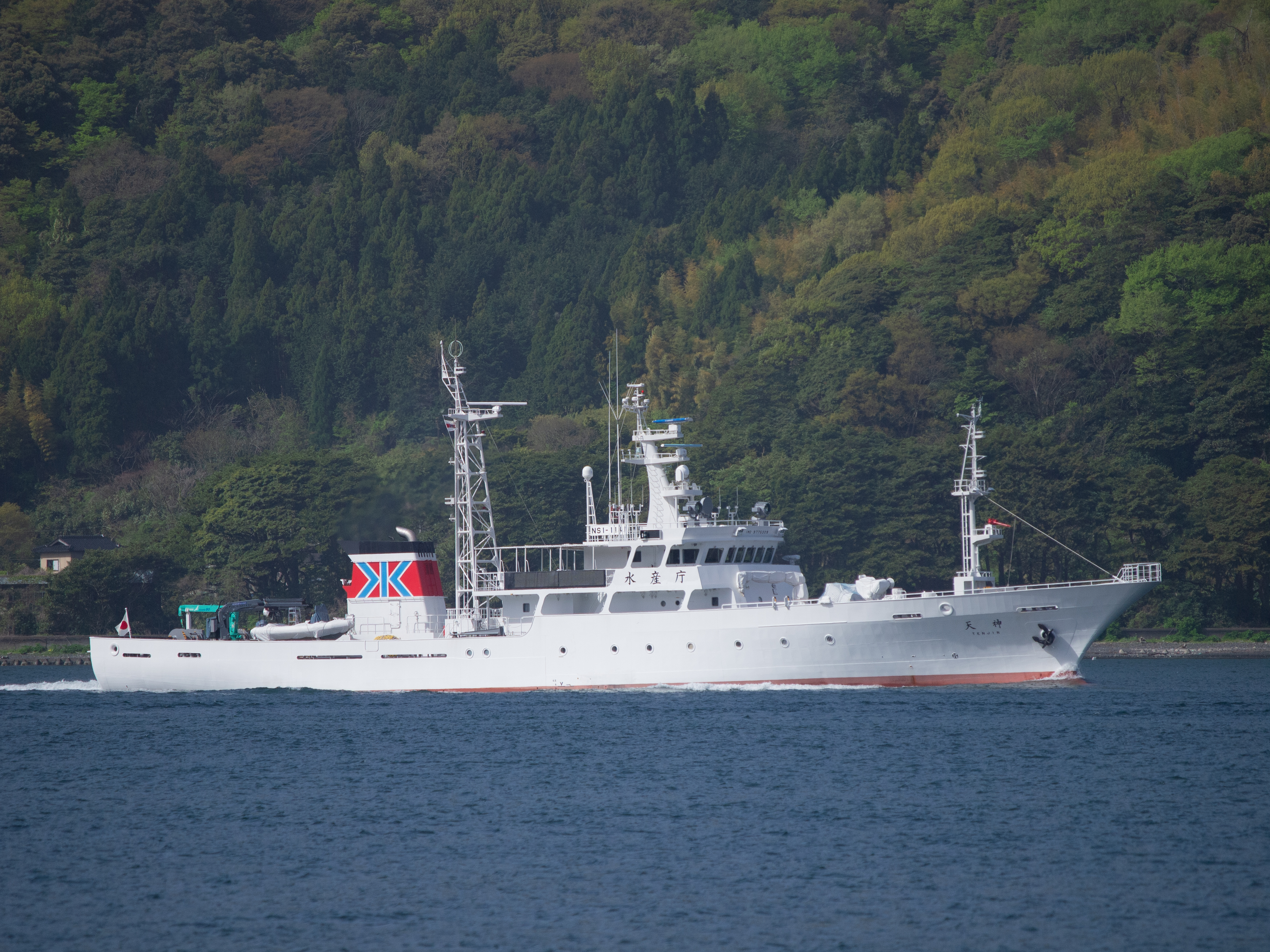
水産庁漁業取締傭船天神

遠洋への進出や、排他的経済水域での長期間にわたる監視活動のため、速力ではなく航続力を重視し、遠洋型の船舶を用い、高速を出せる船舶は少ない代わりに取締艇（高速複合艇）を装備している。煙突には水産庁のファンネルマーク、船橋には「水産庁」の文字が塗装されている。順次防弾化及び放水銃の威力強化改修などが行われている。長期間にわたる監視活動の中で精神衛生を保つため、乗組員は勤務時間外に船内で一定量を飲酒することが内規により認められているが、これは他の官庁の公船には無いメリットである。運用数としては全国で41隻体制を目指している。
漁業取締船は、都道府県の保有船も含めて、法的には漁船法に定める漁船の一種（第3種漁船）であり、漁艙や漁労設備を備える。これらは押収した違法漁獲物の保管や、違法設置漁具（延縄、かごなど）の回収に用いられる設備である。
基本的に、以下の装備が備えられている。
- 放水砲（立ち入り検査時に甲板上にいる容疑者の抵抗阻止のために使用）
- LRAD
- 暗視装置つきビデオカメラ
- サーチライト
- 拡声器
- 電光掲示板
- 取締艇（船に搭載されている高速の複合艇。立ち入り検査や拿捕に使用）

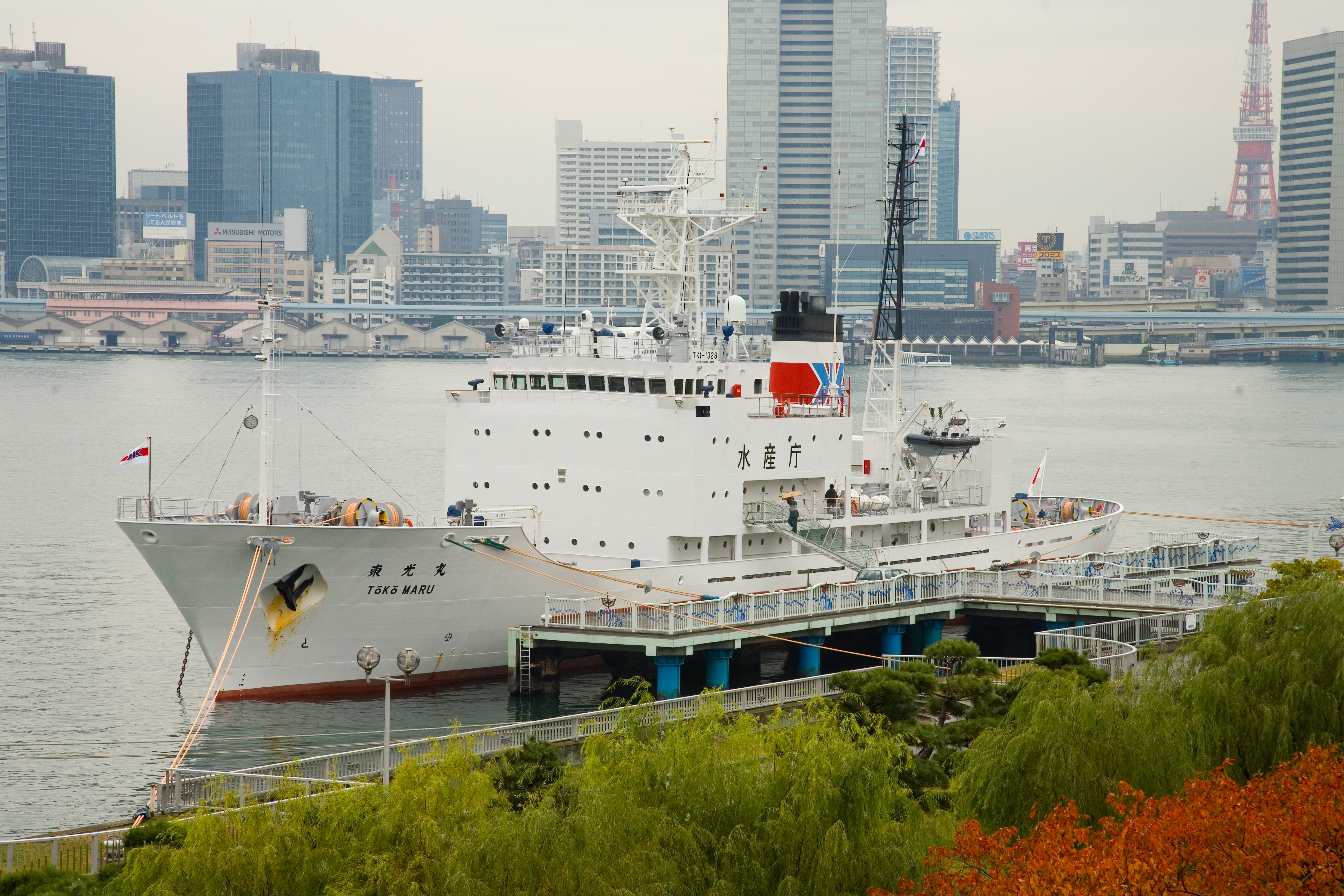
水産庁が保有する最大級の漁業取締船、東光丸
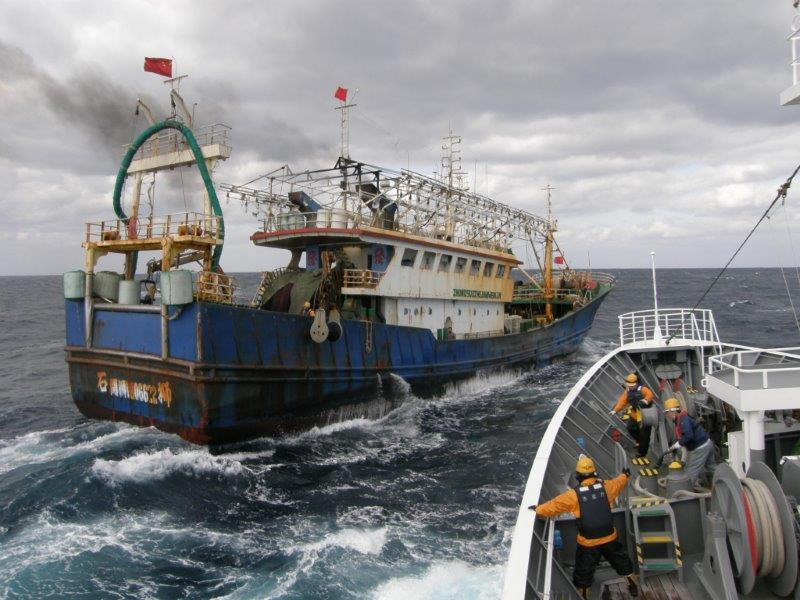
中国虎網漁船に強行接舷拿捕を試みる水産庁取締船（平成25年2月）

### 水産庁の漁業取締航空機
水産庁では、複数機のチャーター機が昼間に洋上を飛び、目視による警戒監視と通報を実施中である。漁業監督官が搭乗しているが、パイロットや整備員はチャーター機の所属する企業から派遣される。
- セスナ404、C560、ビーチクラフトB200、ガルフストリーム・コマンダー695等（中日本航空・朝日航洋等の保有機をチャーター運航）

## 中華人民共和国における漁業取締り

### 中国の漁業監視船
2013年までの中国では、中華人民共和国農業農村部漁業局（中国漁政）が漁業資源管理および法執行業務に充当されていたが2013年の海上保安機関の再編で大きく変化した。詳しくは中華人民共和国の海上保安機関を参照。
水産庁では、尖閣諸島沖に出漁する沖縄県内の漁協に対して「外国漁船被害等救済事業」による助成金を支給し、「外国漁船被害等救済マニュアル」の配布を通じて、中国の漁業監視船への警戒を求める防犯指導を実施している。